# ميرو موريرا
ميرو موريرا هو عارض برازيلي، ولد في 6 أبريل 1984 في ساو باولو في البرازيل.